# 정영채
정영채(鄭永埰, 1964년 5월 26일 ~ )는 대한민국의 기업인이다. 경상북도 영천 출신이며 NH투자증권 대표이사 사장(2018년~2024년)을 역임했다.

## 학력
- 1982년: 경북대학교 사범대학 부설고등학교
- 1986년: 서울대학교 경영학 학사

## 주요 경력
- 1988년: 대우증권 입사
- 1997년: 대우증권 자금부장
- 2000년: 대우증권 종합금융2부장
- 2002년: 대우증권 주식인수부장
- 2003년: 대우증권 기획본부장
- 2004년: 대우증권 OTC파생상품부장
- 2005년: 대우증권 투자금융2담당 상무
- 2005년: 우리투자증권 투자금융사업부장 상무
- 2008년: 우리투자증권 투자금융사업부 대표
- 2009년: 우리투자증권 투자금융사업부 대표 전무
- 2014년: 한국거래소 규제심의위원회 위원
- 2014년: NH투자증권 투자금융사업부 대표
- 2015년: NH투자증권 투자금융사업부 대표 부사장
- 2017년 3월~2017년 10월: NH투자증권 사모투자본부장(겸직)
- 2018년 3월~2024년 3월: NH투자증권 대표이사 사장

## 수상 경력
- 2001년: 한국증권업협회(코스닥위원회) 표창[주 1][1]
- 2010년: 금융위원회 위원장상[1]
- 2011년: 제13회 매경 증권인상 대상 기업금융부문 금상
- 2013년: 기획재정부 장관상[1]